# Árvácska-gyöngyházlepke
Az árvácska-gyöngyházlepke (Boloria euphrosyne, Clossiana euphrosyne) a lepkék (Lepidoptera) rendjébe sorolt tarkalepkefélék (Nymphalidae) családjában a Boloria nem egyik faja, a gyöngyházlepkék parafiletikus csoportjának tagja.

## Elterjedése
Eurázsiai faj; Magyarországon mindenütt előfordul.

## Megjelenése
Szárnyának fesztávolsága 4–4,5 cm. Hátulsó szárnyán a többnyire fehér pupillájú, ibolyásbarna pettyekből álló gyöngysor élénksárga alapszínű szalagban foglal helyet, és azt csak itt-ott tarkítja némi fahéjbarna hintés. A tőtér mögött az ívelt szalag okkersárga. A szárny közepén nagy, megnyúlt, ezüstös árnyalatú folt látható, a szegélytér foltjainak vörös sapkái hegyesek, ibolyásbarnák, olykor rajzszög vagy ék alakúak. A tőtér és nagyrészt az okkersárga szalagon kívüli terület is ibolyáspiros. A szárnyak fölül fakóbbak és sötétebb vörösbarnák, a hátulsó szárny tőterén is terjedelmesebb fekete hintés látszik. Csápja ugyancsak élesen fekete-fehér gyűrűs.
A második nemzedék lepkéi kisebbek az első generációsaknál.
A hernyó teste barnásfekete, feje fekete, oldalain széles sárgás vagy kékes, szaggatott vonalakkal. Fekete szőrök és okkersárga áltüskék ékítik.

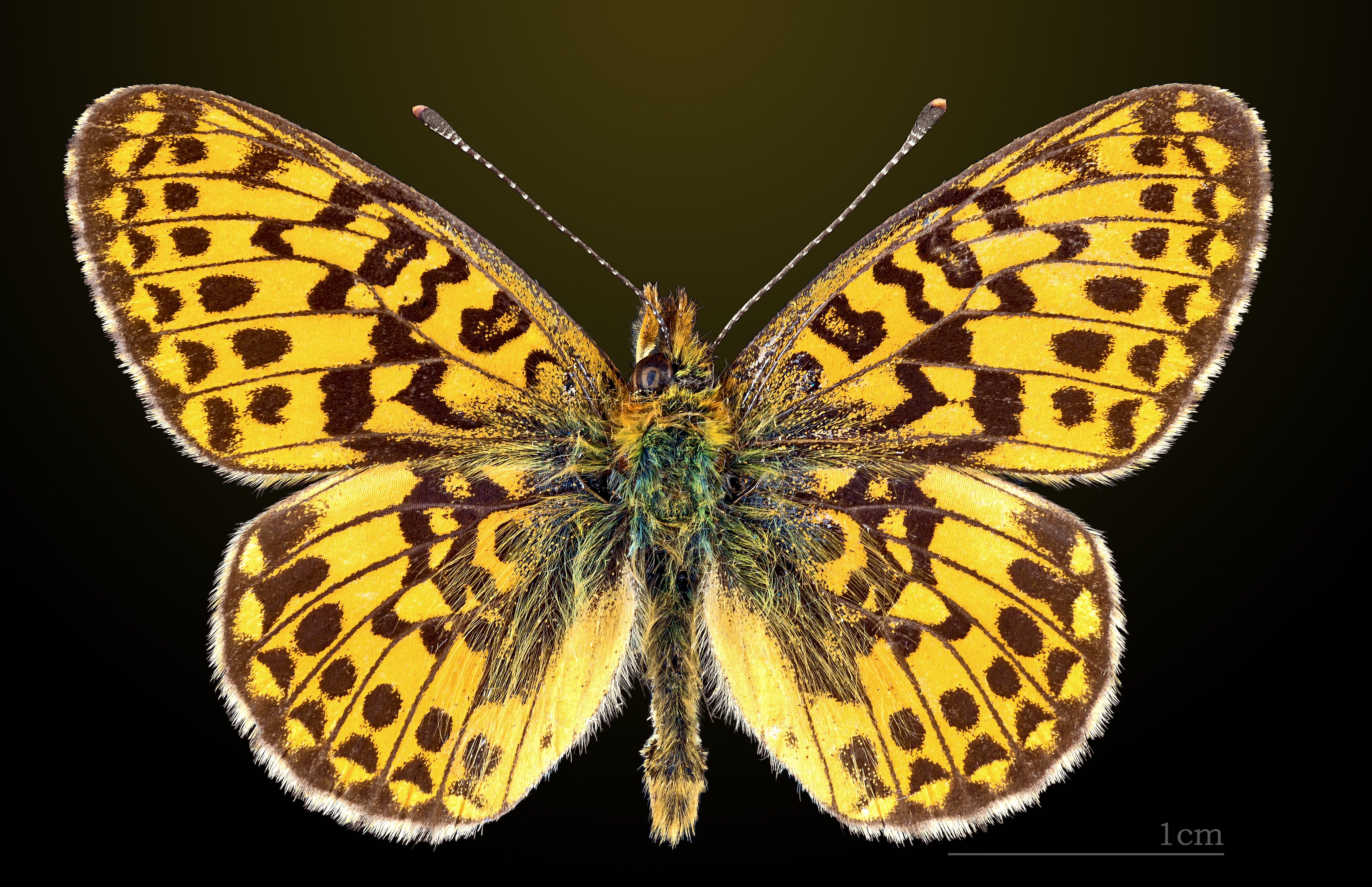
Árvácska-gyöngyházlepke
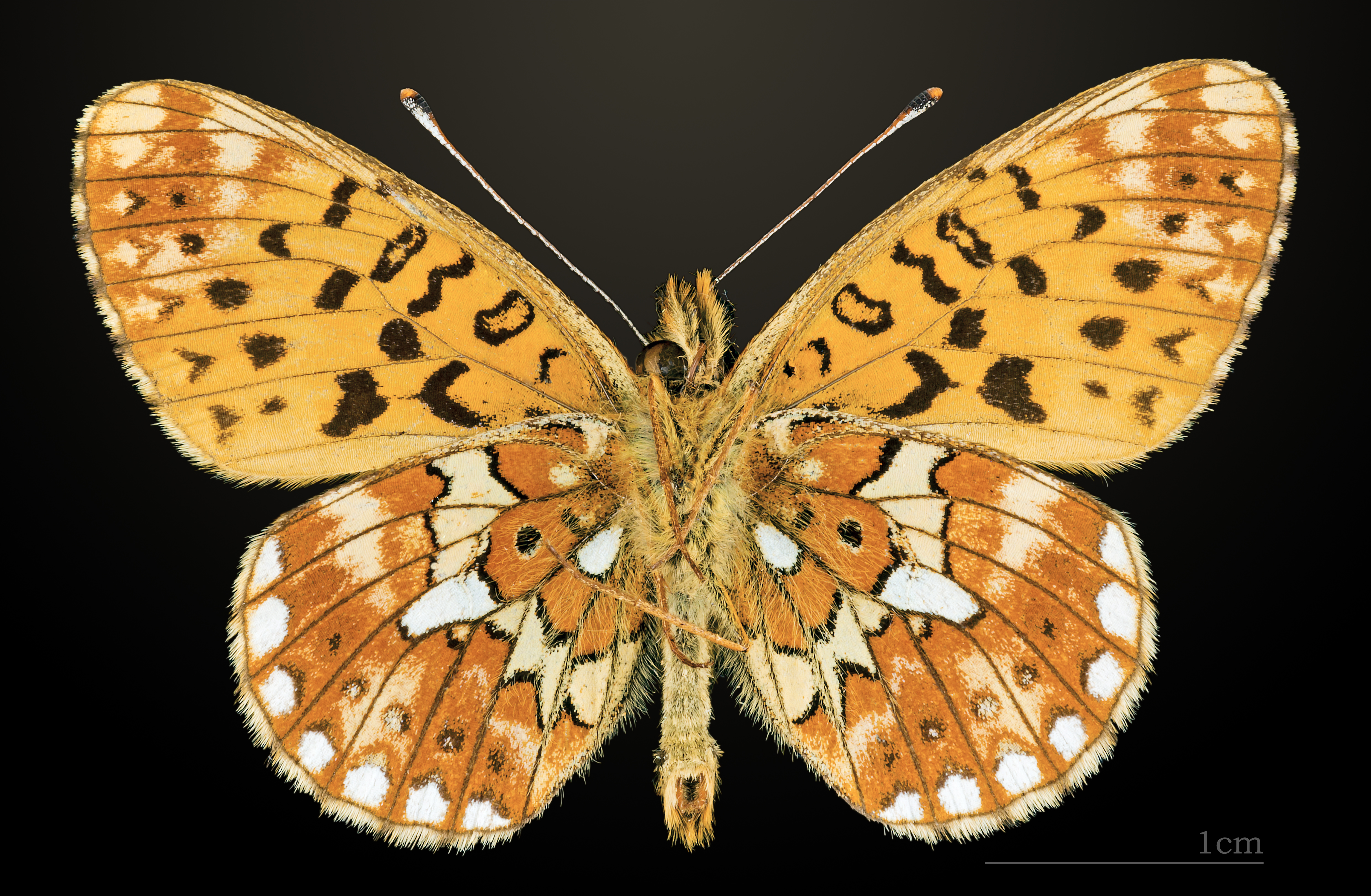
△ Árvácska-gyöngyházlepke

### Hasonló fajok
- A fakó gyöngyházlepkétől (Boloria selene) az különbözteti meg, hogy hátsó szárnyának fonákán középen egy nagy, ezüstös folt látható, a szárny szegélyén pedig sok kicsi.
- kis gyöngyházlepke (Boloria dia)

## Életmódja
Napfényes irtásokon, hegyi réteken találhatjuk. Jól repül. Egy évben két nemzedéke kel ki, és
- május–júniusban, illetve
- július-augusztusban

repül.
Az imágó virágokon táplálkozik, a hernyó tápnövényei ibolya (Viola spp.) és áfonya (Vaccinium spp.) fajok.
A hernyó telel át, majd tavasszal fejezi be a fejlődést.